# Haumaniastrum morumbense
Haumaniastrum morumbense là một loài thực vật có hoa trong họ Hoa môi. Loài này được (De Wild.) A.J.Paton mô tả khoa học đầu tiên năm 1997.